# Sarahs
Sarahs – miasto w południowym Turkmenistanie, w wilajecie achalskim, położone w oazie Sarahs, nad rzeką Tejen, na wysokości 285 m n.p.m., siedziba etrapu. W 2022 roku liczyło ok. 31,3 tys. mieszkańców.
W mieście znajduje się drogowe i kolejowe przejście graniczne z Iranem. Linię kolejową łączącą miasto z koleją transkaspijską i Meszhedem w Iranie wybudowano w latach 90. XX wieku.
W 1989 roku miejscowość zamieszkiwało 9585 osób.
Na terenie otaczającej miasto oazy od 1997 roku prowadzone są badania polskich archeologów z Uniwersytetu Warszawskiego pod kierunkiem Barbary Kaim, które doprowadziły do odkrycia zoroastryjskiej świątyni ognia w Mele Hairam, datowanej na okres sasanidzki.